# 행성의 정의

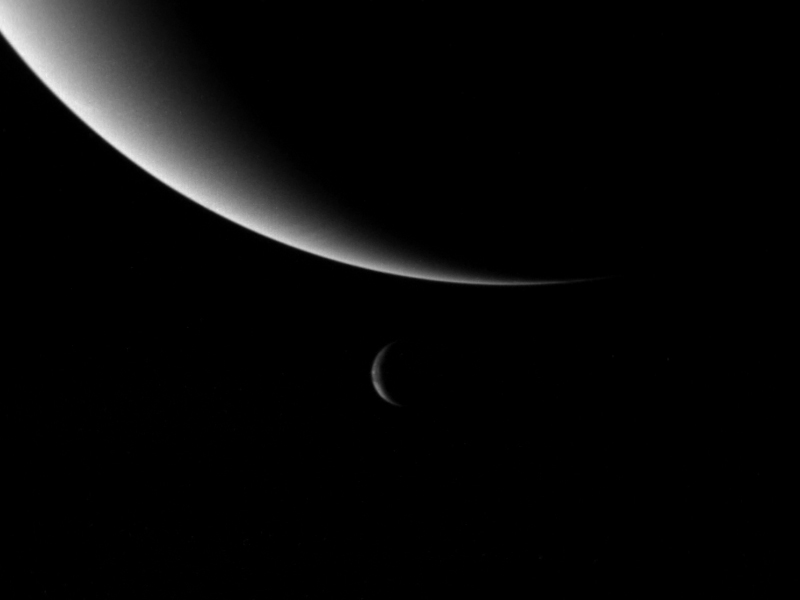
가장 바깥쪽에 있는 행성 해왕성과 위성 트리톤. 보이저 2호가 외부 태양계로 진입하기 전에 촬영한 사진임.

고대 사람들이 행성을 '떠돌아 다니는 별'로 묘사한 이래로, 행성의 정의는 모호했었다. 이천 년 이상의 긴 시간 동안 행성은 확실하게 정의되지 않았으며 지목하는 대상 또한 다양해서, 태양부터 시작하여 위성 또는 소행성까지도 대상으로 잡고 있었다. 인류가 우주에 대해 많은 지식을 알게 되면서 과거의 '행성'을 지칭하던 의미는 새로운 개념으로 바뀌었다. 그러나 아직까지도 확인되지 않은 변수들이 많을 수 있어 확고불변한 행성의 정의는 존재하지 않는다.
명확한 범위를 설정한 것은 아니었으나, 19세기 후반에 이르러 '행성(planet)'은 친숙한 용어가 되었다. 당시 행성은 우리 태양계 내의 몇가지 천체들만을 지칭하는 것이었다. 그러나 1992년을 기점으로 천문학자들은 다른 항성 주위를 도는 수백 개의 천체들을 포함, 해왕성 너머에 있는 천체들을 발견하기 시작했다. 이러한 발견으로 인해 잠재적인 행성 후보의 숫자가 늘어난 것 뿐 아니라, 행성의 다양성 및 특이성 또한 증가했다. 태양계 바깥의 행성들 중에는 항성이 될 수 있을 정도로 질량이 큰 존재들도 있었고 지구의 달보다 작은 천체도 있었다. 이러한 발견들로 인해 기존의 행성 개념에 중대한 변화가 일어나게 되었다.
'행성'에 대한 정의를 내리자는 논의가 나온 계기는 해왕성 바깥 천체들 중 명왕성보다 큰 에리스가 발견되면서였다. 학술 명칭 관련문제를 해결하는 국제 단체로써 천문학자들에게 인정받고 있는 국제 천문 연맹(IAU)은 2006년 행성의 정의를 발표했다. 이 정의는 태양계에만 적용되는 것으로, 조건은 다음과 같다. 태양의 주위를 돌고 있어야 하며, 자신의 중력으로 둥근 구체를 형성할 정도가 되어야 하고, 자신보다 작은 '이웃 천체를 배제해야' 한다. 이 새로운 정의에 명왕성은 해당될 수 없었다. 국제 천문 연맹의 이 결정에 대해 많은 천문학자들이 찬성을 표명했음에 반하여, 미국을 포함한 일부 천문학계에서는 극심하게 반대를 펼쳤다. 명왕성은 왜행성으로 분류되었지만, 클라이드 톰보의 명왕성 발견이 지금과 같은 행성의 구체적 정의를 규명하는데 지대한 공헌을 했다고 평가할 수도 있다. 그러나 국제천문연맹은 왜행성의 정의에 대해서는 아직 뚜렷한 답을 내놓지 않고 있어 행성의 정의에 대한 논의는 여전히 진행 중이다.

## 역사

### 고대의 행성

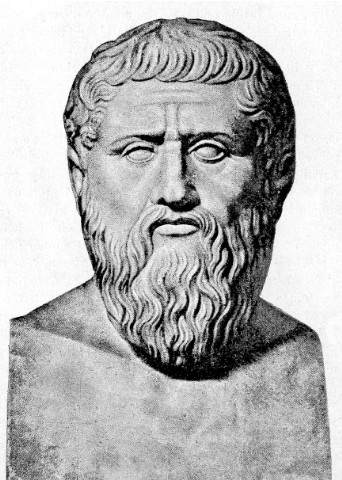
철학자 플라톤

선사 시대부터 대부분의 인간 문명사에 걸쳐 행성에 대한 지식은 폭넓게 형성되어 왔다. '행성'이라는 단어의 기원은 고대 그리스 시절로 거슬러 올라간다. 고대 그리스 사람들은 천동설의 원리에 의해 지구가 우주의 중심에 움직이지 않고 고정되어 있다고 믿었으며, 하늘 및 하늘에 있는 천체들은 지구를 중심으로 돌고 있다고 생각했다. 그리스 천문학자들은 다른 천체들을 배경으로 움직이지 않는 '붙박이별'(asteres aplanis)과는 달리 별들 사이를 움직여 다니는 별 비슷한 천체들에 '떠돌아 다니는 별들'(asteres planetai)라는 이름을 붙였다. 지금 '행성'이라고 불리는, 이들 그리스인들이 인지했던 다섯 천체는 수성, 금성, 화성, 목성, 토성이다.
그리스-로마 시대의 우주론은 행성의 숫자를 보통 일곱 개로 잡았는데, 이는 그리스인들의 다섯 천체에 태양과 지구의 자연 위성 달을 첨가한 결과이다.(이는 근대 점성술에서 여전히 통용되는 개념이다) 그러나 많은 고대 천문학자들은 다섯 개의 '별 비슷한' 행성들을 태양 및 달과 구별했다. 19세기 독일의 자연주의자 알렉산더 폰 훔볼트는 그의 노작 코스모스(Cosmos)에 다음과 같은 문구를 남겼다.
그들의 꾸준하게 변하는 상대적인 위치와 서로간의 거리에 의해, 일곱 개의 천체들은 가장 먼 고대 시절부터 '붙박이별'로 불리는 '움직이지 않는 천체들' - 상대적인 위치와 서로간의 거리를 바꾸지 않는, 눈에 보이는 모든 천체 - 과 구별되어 왔다. 오직 떠도는 다섯 별(cinque stellas errantes)로 불리는 천체들 - 수성, 금성, 화성, 목성, 토성 - 만이 별의 형상을 입고 있다. 반면 태양과 달은 원반의 크기 및 인류에게 있어서의 중요성, 신화 체계 속에서 이들에게 주어진 위치에 기인하여 다르게 분류되었다.

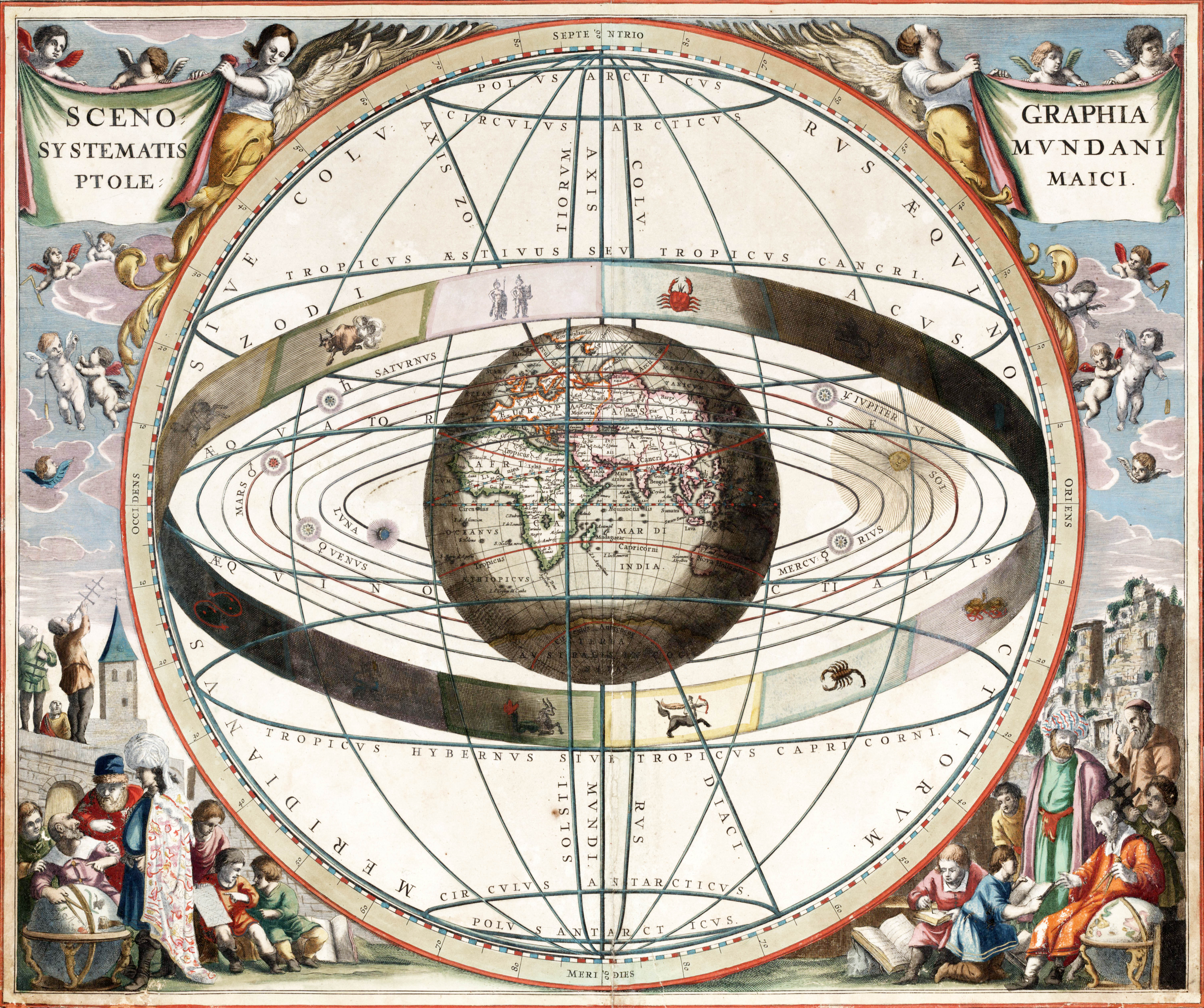
지동설이 소개되기 전 사람들이 생각했던 행성들의 모습.

플라톤은 기원전 360년에 기록한 티마이오스(Timaeus)에서 "태양과 달 그리고 다섯 개의 별을 행성으로 부른다."라고 언급했다. 플라톤의 제자 아리스토텔레스 역시 그의 저서 '천체에 관하여'(On the Heavens)에서 "태양과 달의 운동은 나머지 행성들의 그것에 비해 작다."라고 서술함으로써, 그의 스승과 비슷하게 다섯 행성과 나머지 둘을 구별했다. 시인 아라투스는 기원전 350년 경 철학자 유독서스가 쓴 천체 논문을 천체시로 개작한 '현상'(Phaenomena)에서, '별자리에 섞였으며 황도 12궁의 모든 방향으로 떠돌아 다니는 다섯 천체들'로 행성을 묘사했다.
2세기 프톨레마이오스는 그의 저서 '알마게스트(Almagest)에서 행성을 '태양, 달, 다섯 행성'으로 언급했다. 히기누스는 행성을 '떠돌아 다니는 자로 불리며, 그리스인들이 플라네타(Planeta)라고 하는 다섯 별들'이라고 했다. 카이사르 아우구스투스 시절 살았던 라틴 작가 마르쿠스 마닐리우스가 쓴 시 아스트로노미카(Astronomica)는 근대 점성학의 기본 교재로 인정받고 있다. 이 책에서 마닐리우스는 "지금 제 10천(天)은 다섯 부분으로 나뉘어 있는데, 대부분은 하늘에서 밝은 빛을 내면서 지나가는, '떠도는 자'로 불리는 별들을 위한 곳이다."라고 말하고 있다.
일곱 행성을 같은 부류로 보는 시각은 기원전 53년 경 키케로가 쓴 '스피키오의 꿈'(Dream of Scipio)에서 드러난다. 여기서 저자는 스키피오 아프리카누스의 정신을 찬양하면서, "이들 구체 중 일곱은 그 속에 각각 행성을 품고 있는데, 이들 모두는 하늘의 움직임에 거스른다."라고 기록하였다. 대 플리니우스는 서기 77년 기록한 '자연의 역사'에서, '어떤 별들보다도 많이 움직이며, 우리가 행성이라고 부르는 움직임을 보이는 일곱 별들'이라는 문구를 남겼다. 5세기 그리스 시인 논누스는 그의 작품 디오니소스 이야기(Dionysiaca)에 "나는 일곱 개의 서첩에 관한 하느님의 말씀을 받았으며, 그 서첩에는 각각 일곱 개 행성들의 이름이 적혀 있었다."라는 문구를 기록했다.

### 중세의 행성

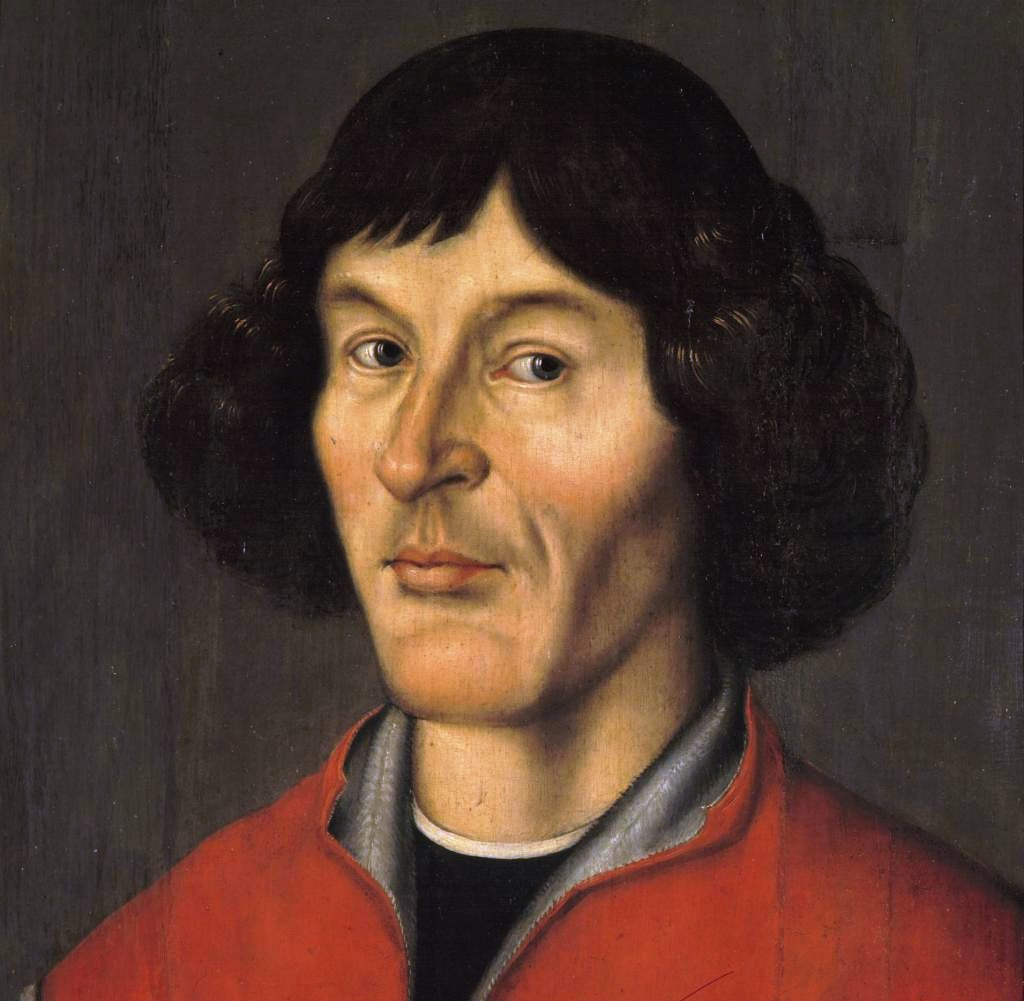
코페르니쿠스

중세 및 르네상스 시대의 작가들은 일반적으로 행성이 7개라는 개념을 수용했다. 중세 시대 천문학의 기본 개념을 수립한 사크로보스코가 쓴 책 '세계의 천구 위에서'(De sphaera mundi)에는 태양과 달을 행성으로 취급하고 있다. 보다 전문화된 이론이 수록되어 있는 책 '행성의 이론'(Theorica planetarum)에도 행성의 개수를 7개로 잡고 있다. 알폰소 천문표의 사용법에는 태양, 달, 다섯 행성을 같은 급으로 취급하고 있다. 연금술과 행성을 연결하여 생각했던 14세기의 시인 존 가워는, 그의 책 연인의 고백(Confessio Amantis)에서 태양과 달을 행성이라고 언급했다. 천동설을 배격했던 니콜라우스 코페르니쿠스는 태양과 달을 행성의 범주에 넣을 것인지 아닌지 모호한 입장을 취했다. 그는 자신의 책 '천구의 혁명에 대해'(De Revolutionibus)에서 '태양, 달, 행성들, 항성들'을 확실히 구별지었다. 그러나 그는 바오로 3세에게 헌정한 작품에서 '태양과 달......그리고 나머지 다섯 행성들의 움직임'이라는 문구를 넣어서 태양과 달을 행성에 포함시키는 견해를 드러냈다.

### 현대의 행성
근대에 이르러서 태양과 달이 행성의 범주에서 제외된 것을 빼면, 행성의 정의는 여전히 명확하게 정리되지는 못했다. 그러나, 1930년에 미국의 클라이드 톰보가 발견한 명왕성이 태양계의 9번째 행성으로 발표되자, 천문학계는 곧 커다란 논란에 휩싸였고 행성의 정의를 깊이있게 생각하는 중요한 계기가 되었다. 명왕성의 지름은 지구의 위성인 달보다도 작은 것으로 확인되었기 때문이다. 이 논란은 1990년에 인류 역사상 처음으로 발견된 외계 행성인 펄사 PSR B1257+12 주위를 도는 암석 행성의 발견으로 더욱 격화되었고, 이후 지름의 크기가 1200km 내외인 콰오아나, 세드나, 그리고 명왕성보다도 지름이 긴 에리스의 발견으로 논란이 극에 달했다. 결국 2006년에 국제 천문 연맹은 명왕성을 행성에서 제외시켜 에리스 등을 새로이 왜행성으로 정의하고, 행성의 정의를 구체화하였다. 다만 카론은 여전히 명왕성의 위성으로 남아 있다. 이때 확정된 정의는 일단 태양계에만 적용되는 것으로, 조건은 다음과 같다.

1. 태양의 주위를 돌고 있어야 하며, 자신의 중력으로 둥근 구체를 형성할 정도가 되어야 한다.
2. 천체 자신의 공전 궤도 상에 있는, 자신보다 작은 '이웃 천체를 없애야' 한다.

이 정의의 문제는 외계 행성의 경우를 반영시키지 않았다는 점이며, 따라서, 떠돌이 행성이 행성에 속하는 지의 여부나, 갈색 왜성과 행성의 구분을 명확히 할 수 없다는 문제가 있다. 이런 관계로, 아직도 행성의 정의는 명확하게 확립되지 않았다고 할 수 있다.

## 같이 보기
- Natural kind
- 천체
  - 행성
    - 떠돌이 행성 (Rogue planet)
    - 미행성 (planetesimal)
    - Mesoplanet
    - 국제천문연맹의 행성 정의
    - 점성술의 행성

  - 항성
    - 갈색왜성
      - 준갈색왜성 (Sub-brown dwarf)